# Marià Fonts Ciurana
Marià Fonts Ciurana (La Canonja ? - Reus 1861) va ser un hisendat i polític català, pare de Marià Fonts Fortuny.
Era un hisendat de La Canonja que tenia també propietats a Reus, ciutat on passà la major part de la seva vida. El 1812 va ser, juntament amb el doctor Jaume Ardèvol, un dels principals defensors de la nova constitució a la ciutat de Reus. Va intentar aplicar el vapor a les màquines industrials en una premsa de la seva propietat cap al 1817. L'experiment fracassà a causa de la mala qualitat del ferro utilitzat. Va ser el primer alcalde constitucional de Reus quan es va proclamar la Constitució de Cadis el 1820, amb el pronunciament de Riego l'1 de gener d'aquell any, inici del Trienni Liberal. La tercera setmana de març de 1820 es van celebrar eleccions a l'alcaldia, mitjançant sufragi universal masculí i indirecte. A Reus, els veïns elegien els electors parroquials que al seu torn triaven els electors municipals, i aquests els membres del consistori reusenc. Tenien dret a vot uns 4.500 homes d'una població de 20.225 habitants. Marià Fonts va prendre possessió de l'alcaldia el 26 de març de 1820 i el 16 d'abril va oficialitzar la jura de la Constitució a la plaça del Mercadal, amb una cerimònia cívica i la milícia formada. El mes de juliol va organitzar grans festes a la ciutat, amb balls públics i actes patriòtics, on es van tirar diverses Tronades, i va fer públic el nou codi constitucional. Va fer col·locar a la façana de l'ajuntament una placa de marbre amb la inscripció "Plaza de la Constitución". Els membres del nou ajuntament, a més de Marià Fonts, van ser Pau Font Rocamora, que seria alcalde de la ciutat el 1837-1838, durant la regència de Maria Cristina, Francesc d'Aixemús, net de Gabriel Aixemús, més aviat d'idees conservadores, Salvador Soler, Pere Sardà i Cailà, Joan Estepà, Jaume Ardèvol, Josep Llaveria, Gabriel Pujol i altres constitucionalistes. El mes d'agost es va declarar una epidèmia de febre groga i va manar que s'establís un cordó sanitari al port de Salou. Marià Fonts havia estat redactor del periòdic liberal Eco de Reus, que sortí el 1814, i el 1822 de la Diana constitucional política y mercantil de la villa de Reus. Ell i altres persones, com el farmacèutic Antoni Andreu Carrera, el prevere de Sant Pere, Prudenci Marcó Casas, mossèn Pere Rosselló, el jutge Paulino de los Arcos, l'advocat Joan Baptista Simó, el metge Pere Mata i Ripollès, pare de Pere Mata Fontanet, el Comandant de la Milícia de Reus i diputat provincial Marcel·lí Vallduví i alguns expatriats italians, va fundar una "Tertúlia Patriòtica" que es reunia al Teatre de les Comèdies de Reus dos cops per setmana, de marcat caràcter liberal i exaltat. Els socis ocupaven la platea, el públic se situava a les llotges i la presidència a l'escenari. Els oradors acostumaven a ser professionals liberals i el públic menestrals, comerciants, funcionaris i membres de la Milícia Voluntària. L'escriptor d'ideologia carlina Francesc Torné diu que el 1835 era alcalde de La Canonja i comandant d'armes del poble.
A La Canonja hi ha un carrer amb el seu nom.